# Raffaelle Rennella
Raffaelle Rennella (* 28. Januar 1961) ist ein ehemaliger italienischer Judoka. 

## Sportliche Karriere
Raffaelle Rennella kämpfte im Superleichtgewicht, der Gewichtsklasse bis 60 Kilogramm. Bei italienischen Meisterschaften gewann er viermal den Titel (1980, 1983, 1985 und 1986), war zweimal Zweiter und dreimal Dritter.
1978 war Rennella Dritter der Kadetteneuropameisterschaften. 1981 und 1982 gewann der Angehörige der Carabinieri jeweils die Silbermedaille bei den Militärweltmeisterschaften. Bei den Europameisterschaften 1982 schied er im Achtelfinale gegen Pavel Petřikov aus der Tschechoslowakei aus. Anfang 1984 siegte er beim Tournoi de Paris. Im Herbst 1984 war er zum dritten Mal Zweiter bei den Militärweltmeisterschaften. 
1985 schied er bei den Europameisterschaften in Hamar in seinem ersten Kampf gegen den Ungarn Csaba Csernoviczky aus. Einen Monat später siegte er bei den Militärweltmeisterschaften in Riccione. Im September 1985 erreichte er das Viertelfinale bei den Weltmeisterschaften in Seoul und schied dann gegen Chasret Tlezeri aus der Sowjetunion aus. 1986 gewann er bei den Militärweltmeisterschaften in Brüssel und belegte den dritten Platz bei den Goodwill Games in Moskau. 1988 siegte er in Warendorf zum dritten Mal bei Militärweltmeisterschaften. Ende 1988 unterlag er in Tiflis dem für die Sowjetunion antretenden Georgier Amiran Totikaschwili bei den Weltmeisterschaften der Studierenden. Rennella erreichte 1992 letztmals das Podium bei den italienischen Meisterschaften.